# Sezze
Sezze là một đô thị và cộng đồng (comune) ở tỉnh Latina trong vùng Lazio nước Ý.
Đô thị Sezze có diện tích ki lô mét vuông, dân số thời điểm năm 31 tháng 5 năm 2005 là 22.859 người.
Đô thị này có các đơn vị dân cư (frazioni) sau:
Các đô thị giáp ranh: 